# Tabouret tressé
 (février 2023).

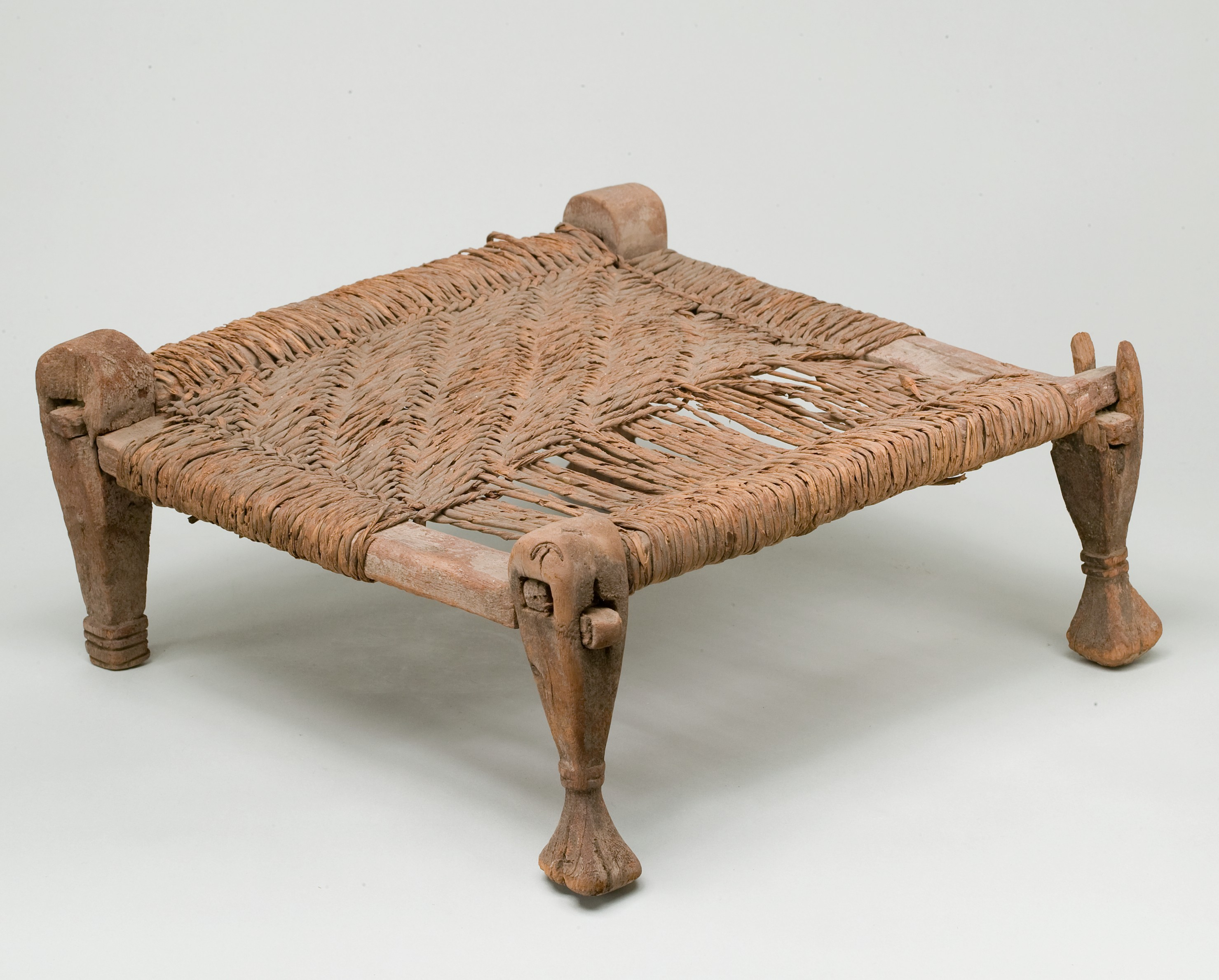
Tabouret avec siège tressé, bois et roseau, hauteur : 13 cm ; Metropolitan Museum of Art.

Le tabouret tressé dans l'Égypte antique est un siège en vannerie. Les plus anciens objets de vannerie datés par la technique de datation par le carbone 14, remontent à plus de 10 000 ans. Ces pièces de vannerie ont été découvertes dans le Fayoum en Basse-Égypte. Les tabourets étaient l'un des premiers types de sièges utilisés par toutes les couches de la société et était le type de tabouret le plus populaire dans l'Égypte antique.
Le tabouret est de forme rectangulaire et présente une combinaison de caractéristiques : des pieds de section carrée reliés par une traverse périphérique, une assise à gorge simple, double ou plate, des entretoises verticales et diagonales reliant la traverse au rail de l'assise, et un matériau de surface de l'assise constitué de roseaux tissés, de lattes de bois ou de diverses fibres naturelles. Des trous étaient percés dans les rails du siège afin de faire passer le matériau tissé à travers les trous pendant le processus de tissage pour renforcer l'intégrité du siège.